# Cool & Fool – Mein Partner mit der großen Schnauze
Cool & Fool – Mein Partner mit der großen Schnauze (Originaltitel: The Man) ist eine US-amerikanische Actionkomödie aus dem Jahr 2005. Regie führte Les Mayfield, das Drehbuch schrieben Jim Piddock, Margaret Oberman und Stephen Carpenter. In den Hauptrollen agieren Samuel L. Jackson, Eugene Levy und Luke Goss.

## Handlung
Der afroamerikanische ATF-Agent Derrick Vann sucht gestohlene Waffen. Sein Partner wird während der verdeckt durchgeführten Ermittlung getötet. Da die Waffenhändler irrtümlich den Handelsvertreter Andy Fiddler für eine Kontaktperson beim großen Deal halten, nutzt Vann den Mann, um an die Verbrecher ranzukommen.
Vann und Fiddler treffen den Waffenhändler Joey, der für die Waffen 500.000 Dollar verlangt. Nach einem Streit um die Details der Transaktion trennen sie sich. Vann und Fiddler besuchen eine Theateraufführung, in der Vanns Tochter auftritt. Später rufen sie Joey an und besuchen ihn in seinem Haus. Vann wird als verdeckter Ermittler enttarnt, er behauptet jedoch, er verdiene Geld auf eigene Faust zum Gehalt hinzu. Das überzeugt Joey.
Vann wird wegen seiner Handlungen suspendiert. Er trifft erneut Joey. Es kommt zum Kampf, in dem Joey sowie viele seiner Helfer erschossen werden; Vann wird verletzt.

## Produktionsnotizen
Der Film wurde in Toronto, in Hamilton (Ontario) und in Oakville (Ontario) gedreht. Seine Produktionskosten betrugen schätzungsweise 33 Millionen US-Dollar. In den Kinos der USA spielte der Film ca. 8,3 Millionen US-Dollar ein. In einigen Ländern wie Deutschland und Ungarn wurde er direkt auf DVD veröffentlicht.

## Rezeption

### Kritik
Neil Smith schrieb am 6. September 2005 für die BBC, der Film sei weder gut noch schlecht, sondern „zutiefst, deprimierend durchschnittlich“. Man habe den Eindruck, er sei viel länger als die tatsächlichen 83 Minuten. Während die kontrastierenden Charaktere in Filmen wie Nur 48 Stunden und Midnight Run – Fünf Tage bis Mitternacht Wunder bewirken würden, in diesem würden die Hauptdarsteller nicht mehr daraus machen als „eher wiederholtes Allerwelts-Techtelmechtel“.
Das Lexikon des internationalen Films schrieb, der Film biete eine „wenig originelle, immerhin solide entwickelte Buddy-Cop-Geschichte mit zwei renommierten Hauptdarstellern“.

### Nominierung
Eugene Levy wurde im Jahr 2006 als Schlechtester Nebendarsteller für die Goldene Himbeere nominiert.